# Relazioni bilaterali tra Italia e Libia
Le relazioni bilaterali tra Italia e Libia (a partire dall'indipendenza del Regno Unito di Libia nel 1951) hanno attraversato diverse fasi.
Le relazioni sono state particolarmente difficoltose nei primi venti anni della Repubblica Araba di Libia di Muʿammar Gheddafi. I nodi centrali hanno riguardato i beni confiscati alle imprese e ai privati italiani nel 1970 e le richieste libiche di risarcimento per danni coloniali e di guerra.
Un momento di forte tensione si è raggiunto nel 1986, a seguito dell'attacco americano a Tripoli e Bengasi e all'attacco missilistico libico contro Lampedusa. La situazione dei rapporti bilaterali è andata migliorando a partire dal Comunicato congiunto Dini-Mountasser del 1998, fino alla stipula del trattato di Bengasi di amicizia e cooperazione nel 2008. La Libia di Gheddafi è divenuta per l'Italia un alleato sulla sponda nordafricana e un fornitore di energia (gas e petrolio), fino alla guerra civile libica.

## Relazioni coloniali
La Libia fu una colonia del Regno d'Italia nell'Africa settentrionale, durata ufficialmente dal 1912 al 1947.
Nel dopoguerra, una lapide venne posata al memoriale dell'eccidio di Marzabotto, recante il testo "Tobruk città martire - Omar al-Mukhtar eroe dell'indipendenza - amicizia tra i popoli italiano e libico".

## La chiusura del contenzioso con il Regno Unito di Libia
A seguito della risoluzione ONU n. 388 del 15 dicembre 1950, l'Italia e il Regno Unito di Libia (monarchia dei Senussi) conclusero nel 1956 un trattato (ratificato con legge n. 843/1957) con il quale l'Italia acconsentiva al passaggio di proprietà di tutte le infrastrutture costruite dagli italiani in Libia e inoltre ripagava alla Libia i danni dell'occupazione, con un limitato indennizzo in sterline.
I contributi previdenziali degli italo-libici venivano passati al governo di Tripoli, con l'impegno di onorarli.

## La rivoluzione di Gheddafi e la riapertura del contenzioso
Il colpo di stato del 1969 che porta al governo Gheddafi conduce anche alla riapertura del contenzioso con l'Italia sul passato coloniale. La nuova giunta militare sfrutta l'Italia come "nemico esterno" per cementare il consenso interno, attraverso iniziative propagandistiche quali la confisca dei beni (compresi i contributi previdenziali) e l'espulsione degli italo-libici, e l'istituzionalizzazione del "giorno della vendetta".

### Richieste di risarcimento per danni coloniali e di guerra
Il nodo centrale del rapporto politico resta la pretesa libica di risarcimenti per i danni causati dagli italiani nel corso della colonizzazione e delle guerre combattute su suolo libico. La questione ha ispirato diverse discussioni: se l'attuale Libia (mai indipendente prima del 1951) era internazionalmente riconosciuta come parte del territorio italiano, i danni provocati dalle operazioni militari italiane degli anni venti e trenta, nonché della Seconda guerra mondiale sul fronte nordafricano, avrebbero colpito lo stesso territorio italiano e non quello di un altro Stato, inoltre nessuno Stato europeo ha mai pagato dei soldi per dei presunti danni derivati dal possesso coloniale di un altro territorio ora indipendente.
In egual misura l'Italia potrebbe chiedere dei danni all'attuale governo libico per i danni derivati dalle numerose rappresaglie dei ribelli libici durante il periodo coloniale. Essendo richieste alquanto assurde sono state accantonate. A queste singolari richieste si contrappone anche la necessità di mantenere un rapporto politico disteso, per una serie di motivi: l'importanza delle operazioni di estrazione del petrolio che l'Eni avviò in Libia sin dal 1956, la possibilità di collaborare nella lotta contro il fondamentalismo ed il terrorismo, la ricerca della stabilità nel Mediterraneo.

### I beni confiscati agli Italiani in Libia
Nel 1970, dopo l'avvento della rivoluzione libica, gli oltre ventimila italiani residenti in Libia sono stati espulsi dal Paese e hanno subito la confisca di tutti i beni in violazione del trattato italo-libico del 1956, stipulato sulla base della Risoluzione Onu del 1950 che condizionava l'indipendenza del Regno Unito di Libia al rispetto dei diritti e degli interessi delle minoranze residenti nel Paese.
Il valore dei beni è stato calcolato, al 1970, dal Governo italiano in 200 miliardi di lire per il solo valore immobiliare. Includendo i depositi bancari e le varie attività imprenditoriali ed artigianali con relativo avviamento, questa cifra supera i 400 miliardi di Lire che, attualizzati al 2006, significa circa 3 miliardi di euro. In trentasette anni, non vi è mai stato un provvedimento ad hoc che prevedesse l'adeguato risarcimento per la confisca del 1970. Gli aventi diritto hanno beneficiato solo delle provvidenze previste dalle leggi di indennizzo a favore di tutti i cittadini italiani che hanno perso beni all'estero.
La confisca del 1970 è stata giustificata da Gheddafi come parziale ristoro dei danni derivanti dalla colonizzazione, una sorta di acconto sul preteso saldo che oggi riesce ad ottenere, anche se la distinzione da parte del leader libico fra beni confiscati e le responsabilità delle vittime della stessa è sempre stata netta. Il Governo italiano da parte sua non ha mai preteso dai libici il rispetto del trattato violato ricorrendo alla prevista clausola arbitrale (art. 9) né ha mai posto sul tappeto il valore di quei beni “restituiti” al popolo libico se non altro per diminuire le pretese del colonnello.
Nell'accordo Dini-Mountasser del luglio 1998 che doveva chiudere tutto il contenzioso non si fa minimamente cenno al valore dei beni confiscati agli italiani. Per quanto riguarda i visti di ingresso in Libia, dopo l'iniziale entusiasmo seguito alla visita dell'allora presidente del Consiglio Berlusconi a Gheddafi nel 2004, nella quale il problema sembrava poter essere superato, ad oggi i cittadini italiani rimpatriati nel 1970 non possono rientrare nel Paese se non dopo aver compiuto 65 anni, tramite un viaggio organizzato e con i documenti di ingresso sia in italiano che in arabo. L'AIRL è oggi l'associazione che rappresenta e difende i diritti di tutti i rimpatriati, lotta dal 1972 per il completamento dell'indennizzo, fondando la propria battaglia su precisi presupposti giuridici e morali.

### I crediti delle aziende italiane in Libia
Si sente parlare ogni tanto dei crediti degli italiani in Libia, collegando questo problema con l'avvento di Gheddafi e con l'esproprio dei beni e la cacciata degli Italiani, avvenuta nel 1970. In realtà, vi sono diversi aspetti della vicenda. I "crediti delle aziende italiane in Libia" propriamente detti, risalgono ad attività economiche posteriori al 1970: i meno recenti risalgono all'inizio degli anni ottanta, i più recenti all'inizio degli anni 2000. La ragione dell'insolvenza libica per questi imprenditori non sta nella volontà politica di danneggiare gli Italiani, ma deriva da vertenze di natura amministrativa o commerciale. La varietà dei casi, trattandosi di 105 aziende, sfugge a classificazioni.
Il Governo italiano, nello spirito di cancellazione del passato nato dal Comunicato congiunto (vedi sopra), chiese nel 2000 ai creditori dei vari Enti libici di far conoscere le rispettive situazioni per negoziarle come un blocco di crediti. La somma dei crediti pretesi raggiunse il livello di oltre 620 milioni di euro e la difficile trattativa ebbe inizio. I libici chiesero che la parte italiana calcolasse i crediti indiscutibili all'interno dei 620 milioni di euro; ottenuta la risposta, chiesero di ricalcolarla con i loro esperti, arrivando a conclusioni totalmente diverse; su insistenza italiana, produssero nel 2004 una proposta di rimborso forfettario, naturalmente inferiore ai 600 milioni. Riversata ai creditori, la proposta fu rifiutata e si tornò alla carica. Ad un certo punto i libici dissero (confermando un concetto già espresso in precedenza) che i creditori del gruppo potevano farsi avanti comunque uti singuli, smentendo poi questa possibilità al verificarsi del primo caso concreto.

## La crisi diplomatico-militare del 1986
Negli anni ottanta Gheddafi, a fini anti-israeliani e anti-americani, arrivò a sostenere gruppi terroristi quali l'irlandese IRA ed il palestinese Settembre Nero, venendo anche accusato di aver organizzato degli attentati in Sicilia, Scozia e Francia.
Divenuto il nemico numero uno degli Stati Uniti d'America, egli fu progressivamente emarginato dalla NATO. Inoltre, il 15 aprile 1986, Gheddafi fu attaccato militarmente per volere del presidente statunitense Ronald Reagan: il massiccio bombardamento ferì mortalmente la figlia adottiva di Gheddafi, ma lasciò indenne il colonnello, che era stato avvertito del bombardamento da Bettino Craxi, allora Presidente del Consiglio in Italia.
All'epoca del bombardamento americano contro Tripoli, avvenuto il 14 aprile 1986, il primo ministro italiano Craxi fu reputato eccessivamente prudente e fu per questo criticato dalla stampa nazionale per non aver reagito alla rappresaglia libica (il lancio di missili su Lampedusa). Oltre venti anni dopo è emersa una ben diversa descrizione dei fatti secondo cui Craxi avvertì preventivamente Gheddafi dell'imminente attacco statunitense su Tripoli, consentendogli in tal modo di salvarsi.
Si tratta di una ricostruzione conforme con le note posizioni del governo italiano, che considerava la ritorsione americana, scaturita dalla politica di appoggio al terrorismo della Libia, come un atto improprio, che non doveva coinvolgere come base di partenza dell'attacco il suolo italiano. Tale versione è coerente anche con alcune ricostruzioni dei missili su Lampedusa, segnatamente quella secondo cui i missili sarebbero stati un espediente per coprire "l'amico italiano" agli occhi degli americani: lo dimostrerebbe la scarsa capacità offensiva di penetrazione dei missili, che per altro sarebbero caduti in mare senza cagionare alcun danno.
Tale tesi, nel contempo, però, non spiega come facesse Craxi a conoscere l'attacco due giorni prima, visto che esso fu condotto da navi della VI flotta alla fonda nel golfo della Sirte e che ostentatamente all'epoca si disse che il governo italiano - e nessun altro governo della NATO, ad eccezione di quello britannico - non era stato coinvolto nella sua preparazione. Sul punto, però, è giunta recentemente una testimonianza diretta del consigliere diplomatico di Craxi a palazzo Chigi, l'ambasciatore Antonio Badini, secondo cui Reagan inviò Vernon A. Walters ad informare il governo italiano dell'imminente attacco a Gheddafi e Craxi, non essendo riuscito a convincere gli americani a desistere, decise di salvare la vita al leader libico per evitare un'esplosione di instabilità in un Paese islamico di fronte all'Italia.

## IlComunicato congiunto Dini-Mountasser(1998)
Gheddafi avanzò nel tempo pretese più o meno concrete, in alcuni momenti approfittando del rancore verso l'Italia per dare sferzate di orgoglio e di unità nazionale al suo popolo e per ribadire il proprio controllo sul Paese. Nel tentativo di chiarire i termini della questione, condotto molto lentamente e sagacemente dalle diplomazie italiana e libica, il punto di svolta si ebbe nel 1998, quando il 4 luglio fu firmato a Roma il Comunicato congiunto, documento che prevedeva di principio esborsi dell'Erario italiano, ma che (confermando la prudenza con la quale l'Italia voleva continuare a trattare il problema) non fu mai inviato a ratifica parlamentare.
L'accordo prevedeva una serie di azioni dirette da parte del Governo italiano (ricerca dei familiari dei libici deportati in Italia, aiuto allo sminamento, aiuto ai libici danneggiati), nonché la realizzazione di progetti economici a cura di una società mista che avrebbe raccolto contributi da vari soggetti pubblici e privati, italiani e libici. Nell'accordo Dini-Mountasser del luglio 1998 che doveva chiudere tutto il contenzioso non si fa cenno al valore dei beni confiscati agli italiani.

## Il dibattito sulla necessità di un "grande gesto" di riconciliazione negli anni 2000
L'applicazione del testo del Comunicato congiunto procedette sin dall'inizio abbastanza pigramente, e nel 2001 ci si rese conto da entrambe le parti che esso non era sufficiente a chiudere in tempi rapidi la vertenza. Si fece strada l'idea di un "gesto simbolico" (poi ribattezzato "Grande gesto") con il quale accontentare le pretese libiche ed evitare il ripetersi in futuro di minacce, sequestri di imprenditori italiani ed atti simili. Va detto che tali azioni poco avevano a che vedere con il rapporto bilaterale e probabilmente derivavano da vertenze economiche e commerciali nelle quali alcuni italiani avevano tentato di raggirare libici, questi ultimi ricorrendo alle loro connessioni di clan (ogni libico ne ha una o più) per dissuadere gli italiani.
Pian piano l'idea del gesto simbolico cominciò a prendere forma e si parlò di un ospedale oncologico sotto la supervisione dei maggiori specialisti italiani, oggetto che poteva richiedere un investimento a fondo perduto da parte del Governo italiano pari a 60 milioni di euro. L'idea dell'ospedale cominciò a concretizzarsi e finalmente fu espressa -le testimonianze sono sufficientemente affidabili- in un incontro tra il capo del governo Silvio Berlusconi ed il colonnello Gheddafi il 28 ottobre 2003.
Al leader libico l'ospedale non bastava e richiedeva qualcosa di più costoso: un'autostrada lungo la costa libica dal confine tunisino a quello egiziano, opera del costo tra 1,5 e 6 miliardi di euro (a seconda del progetto e delle risorse utilizzate). Tale richiesta fu in seguito discussa con una certa serietà, finché nel dicembre 2004 un incontro tecnico finì senza risultati, poiché la parte italiana non era in grado di assicurare l'impegno politico a finanziare l'intera autostrada.
Nel 2004, nel corso di una visita in Libia dell'allora presidente del Consiglio Silvio Berlusconi, il colonnello Gheddafi affermò che da quel momento il 7 ottobre non sarebbe più stato celebrato in Libia come il "Giorno della Vendetta", bensì come il "Giorno dell'Amicizia" tra i due Stati. Nel 2005 Gheddafi indisse nuovamente la "Giornata della vendetta" contro l'occupazione Italiana, a suo dire in seguito alle promesse non mantenute dall'Italia stessa. Tale commemorazione venne nuovamente abolita il 30 agosto 2008.
Il 15 febbraio 2006 il ministro Roberto Calderoli, in un'intervista televisiva del TG1 sulla libertà di espressione in Europa in seguito alle conseguenze della pubblicazione di alcune caricature di Maometto sul Jyllands-Posten, mostra una maglietta che raffigura Maometto. Il servizio viene ripreso e ritrasmesso da tutti i telegiornali RAI.
Il 17 febbraio ci fu una violenta protesta davanti al Consolato Italiano di Bengasi in Libia, occupato, incendiato e reso inagibile, e la polizia libica sparò sulla folla, uccidendo 11 manifestanti. Secondo dichiarazioni successive dello stesso Gheddafi, la rivolta di Bengasi non fu dovuta alle vignette bensì allo storico contenzioso Italia-Libia per il risarcimento dei danni coloniali. La stessa rivolta, secondo commentatori esperti di politica mediorientale, sarebbe stata frutto di accordi sotterranei con movimenti integralisti, fino a quel momento osteggiati dal regime libico. Calderoli si dimette il 18 febbraio 2006, dopo esplicita richiesta dell'intero governo e di tutta l'opposizione, oltre che al richiamo del Presidente della Repubblica, Carlo Azeglio Ciampi che invoca "comportamenti responsabili" per chi ha "responsabilità di governo". L'episodio della maglietta provoca anche tensioni diplomatiche tra il governo italiano e lo Stato libico. Il consolato italiano a Bengasi non è stato riaperto fino al 2011, lasciando come unica rappresentanza italiana in Libia l'ambasciata a Tripoli. Il 20 maggio 2012 il consolato, riaperto prima in sede provvisoria, ha ricominciato la sua attività per il pubblico con l'ufficio visti nello stesso stabile delle rivolte del 2006.
Il Governo guidato da Romano Prodi ha ripreso con attenzione la vertenza libica e vi sono stati interessanti sviluppi, culminati (per il momento) nel Convegno del 26 ottobre 2007 sui deportati libici. Tra l'altro, il 26 ottobre è una data simbolica molto importante, poiché la Libia vi celebra l'inizio delle deportazioni nel 1911 ed è giorno di lutto nazionale con chiusura diurna di tutte le comunicazioni esterne del Paese. Per quanto concerne la costosa autostrada, l'atteggiamento italiano è di raggiungere qualche risultato oggettivo nel tentativo di accontentare il Colonnello. Ma l'atmosfera non è ancora matura per una visita in Italia di Gheddafi.

### Visite ufficiali di Gheddafi in Italia
Il 10 giugno 2009 Gheddafi si reca per la prima volta in Italia in visita di Stato, ove soggiorna tre giorni, seppur fra molte polemiche e contestazioni.
Il leader libico viene ricevuto al Campidoglio, a La Sapienza (dove subisce la contestazione degli studenti del movimento dell'Onda), alla sede di Confindustria e incontra le massime cariche italiane.
Durante la visita di stato mostra, appuntata sulla divisa militare, una foto dell'eroe della resistenza libica antiitaliana Omar al-Mukhtar, suscitando interesse e qualche perplessità.
Particolarmente ostili all'accoglienza preparata per il leader libico da parte del governo sono i Radicali Italiani, che con il deputato Matteo Mecacci e il senatore Marco Perduca (entrambi membri della delegazione Radicale nel PD) organizzano manifestazioni di protesta, in aula del Senato e fuori.
Queste proteste fanno sì che la sede dove il colonnello Gheddafi dovrebbe tenere il suo discorso sia spostata dal Senato alla meno prestigiosa sala Zuccari di Palazzo Giustiniani. Il discorso pronunciato dal colonnello l'11 giugno 2009 desta comunque molte polemiche per alcuni dei suoi passaggi:
Il 16 novembre 2009 Gheddafi torna in Italia, a Roma, per partecipare a un incontro della Fao.
Durante il suo soggiorno romano, organizza alcuni dibattiti su Islam e Corano a circa cinquecento ragazze hostess, raccogliendo 104 adesioni, regolarmente stipendiate per la presenza.
Il 29 agosto 2010 Gheddafi inizia un nuovo soggiorno in Italia per celebrare il secondo anniversario della firma del Trattato di Amicizia fra Italia e Libia.
Malgrado la sua mancanza di qualificazione per quanto riguarda le cosiddette "scienze religiose" (ʿulūm dīniyya), anche durante questo suo soggiorno romano, organizza alcune "lezioni" di Islam e Corano a quasi 500 ragazze hostess, regolarmente stipendiate per la presenza. «L'Islam dovrebbe diventare la religione di tutta l'Europa» ha apostrofato Gheddafi le ragazze. Tre ragazze, due italiane e una spagnola, si sono presentate con il velo perché si erano convertite all'Islam.
Anche in questo caso la presenza del leader libico in Italia suscita notevoli polemiche. In particolare il senatore Marco Perduca (Lista Emma Bonino - PD) e i Radicali Italiani protestano per la permanenza nella Caserma Salvo D'Acquisto.. Per contrastare la permanenza di Gheddafi in questa caserma viene persino organizzato un flash mob.

## Il trattato di Bengasi (2008)
Processo di ratifica
Il 30 agosto 2008 Gheddafi e Berlusconi firmarono un trattato di amicizia e cooperazione nella città libica di Bengasi.
Il trattato, frutto di un lungo processo negoziale intrapreso dai governi precedenti e accelerato dal governo Berlusconi IV in carica da pochi mesi, fu ratificato dall'Italia il 6 febbraio e dalla Libia il 2 marzo 2009, durante una visita di Berlusconi a Tripoli.
Tale trattato offriva una cornice di partenariato tra i due Paesi, nonché notevoli oneri finanziari a carico dell'Italia.
Visita di Gheddafi a Roma
Nel giugno 2009 Gheddafi compì la sua prima visita a Roma, soggiornando in Italia per tre giorni, seppur fra molte polemiche e contestazioni. Il leader libico si recò al Campidoglio, a La Sapienza (dove fu contestato da studenti del movimento dell'Onda) e alla sede di Confindustria, e incontrò le massime cariche italiane (il Presidente del Consiglio Berlusconi, il presidente della repubblica Giorgio Napolitano, il presidente del Senato Renato Schifani e il presidente della Camera Gianfranco Fini).

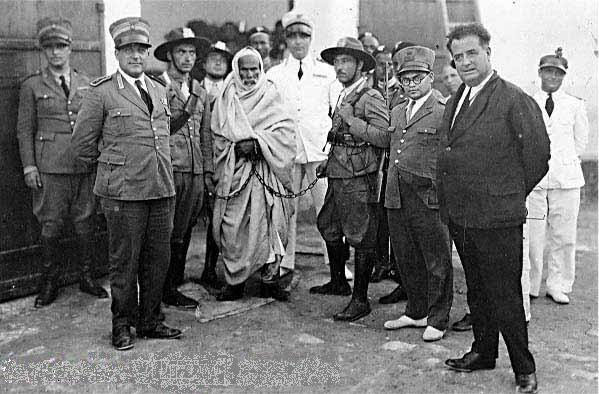
Foto appuntata sulla divisa di Gheddafi

Durante la visita di Stato Gheddafi mostrò, appuntata sulla divisa militare, una foto dell'eroe della resistenza libica antitaliana Omar al-Mukhtar, suscitando perplessità e proteste.
Il Partito Democratico e l'Italia dei Valori si opposero alla visita e diverse proteste furono attuate in tutta Italia da attivisti dei diritti umani e dal Partito Radicale Transnazionale.
Particolarmente ostili all'accoglienza trionfale preparata per il leader libico da parte del governo furono i Radicali Italiani, che con il deputato Matteo Mecacci ed il senatore Marco Perduca (entrambi membri della delegazione Radicale nel PD) organizzarono manifestazioni di protesta, in aula del Senato e fuori. A causa delle proteste, il previsto discorso di Gheddafi fu spostato da Palazzo Madama alla sala Zuccari di Palazzo Giustiniani.
Il discorso di Gheddafi dell'11 giugno 2009 destò comunque alcune polemiche per alcuni passaggi:
Gheddafi prese parte anche al G8 dell'Aquila del luglio 2009 in qualità di presidente dell'Unione Africana.
Nell'agosto 2009 Berlusconi visitò nuovamente Tripoli per il primo anniversario del trattato di amicizia.
Contenuti del trattato
In base al trattato di Bengasi, l'Italia avrebbe dovuto pagare 5 miliardi di dollari alla Libia come compensazione per l'occupazione militare. In cambio, la Libia avrebbe adottato misure per combattere l'immigrazione clandestina dalle sue coste verso l'Italia e avrebbe favorito gli investimenti delle aziende italiane.
Il trattato di Bengasi fu letto da alcuni come il definitivo accoglimento da parte italiana delle rivendicazioni libiche in materia di risarcimenti per le vicende coloniali: si prevedeva la costruzione di un'autostrada di duemila chilometri lungo la costa libica, con una spesa totale 3,5 miliardi di euro, bilanciata in modo solo parziale dalla chiusura del contenzioso con le ditte italiane danneggiate dalle decisioni libiche prese nel 1970, dal valore stimato di 600 milioni.
Il trattato constava di tre parti: principi, chiusura del passato e dei contenziosi, partenariato.
Principi
La parte del trattato relativa ai principi causò discussioni relativamente al rispetto dei diritti umani e alla compatibilità del Trattato con la partecipazione dell'Italia alla NATO.
L'esplicito riferimento alla Carta delle Nazioni Unite ed alla Dichiarazione universale dei Diritti dell’Uomo contenuto nel trattato era considerata una possibilità per l'Italia di chiedere il rispetto dei diritti umani in Libia. La Libia partecipava infatti ai principali trattati internazionali in materia di diritti umani ad eccezione della Convenzione sui rifugiati del 1951, ma aveva comunque sottoscritto la Convenzione africana dei diritti dell'uomo e dei popoli, che contiene norme sul trattamento degli stranieri.
Il trattato prevedeva che ciascuno dei due contraenti non consentisse la commissione di atti ostili contro l'altro a partire dal proprio territorio. Tale clausola andrebbe interpretata in riferimento ad atti che comportano la minaccia o l'uso della forza in contrasto con il diritto internazionale.
Chiusura del passato
La seconda parte del trattato, relativa alla chiusura del passato, era la più onerosa per l'Italia. Il governo italiano si impegnava a realizzare infrastrutture in Libia per un valore di cinque miliardi di dollari, tramite esborso di 250 milioni di dollari all'anno per 20 anni. I fondi sarebbero stati reperiti tramite IRES addizionale a carico delle aziende petrolifere. L'esecuzione dei lavori sarebbe stata affidata a ditte italiane e i fondi sarebbero gestiti direttamente dall'Italia.
Partenariato
La terza parte del trattato prevedeva iniziative speciali a carico dell'Italia: borse di studio e un programma di riabilitazione per lo scoppio di mine.
Si prevedeva che il nuovo partenariato Italia-Libia avrebbe giovato all'economia italiana grazie all'attrazione di investimenti diretti esteri, nella forma dei fondi sovrani libici, nel settore bancario.
Un esempio di ciò si ebbe nell'ottobre 2009: in un momento di crisi che aveva visto le azioni di UniCredit fortemente svalutate, i fondi sovrani libici acquisirono il 4,23% del gruppo, diventandone il secondo maggiore azionista alle spalle della Fondazione Cariverona; contestualmente il gruppo annunciò un aumento di capitale di sei miliardi di dollari, il che causò il rialzo del titolo nella Borsa di Milano.

## La cooperazione energetica e le nuove relazioni economiche (2008-2010)
Il 16 ottobre 2007 l'Eni e la Lybian National Corporation firmarono un accordo che prolungava la presenza della società energetica italiana in Libia fino al 2042 e al 2047 rispettivamente per l'estrazione del petrolio e del gas.
Tra 2008 e 2010 tra Italia e Libia vi furono scambi per quasi 40 miliardi di euro:
- la Banca centrale libica e la Lybian Investment Authority (fondo sovrano) investirono 2,5 miliardi di euro, acquisendo circa il 7% di UniCredit e divenendo il primo azionista del primo gruppo bancario italiano;
- il 7,5% detenuto da Lafico nel capitale azionario della Juventus ne facevano il quinto investitore per dimensioni sulla borsa di Milano;
- l'1% dell'Eni era stato acquisito dai libici, che prolungarono le concessioni energetiche di ENI in cambio di investimenti per 28 miliardi;
- Lafitrade, insieme a Fininvest, controllava il 10% di Quinta Communications, società di Tarak Ben Ammar;
- Cesare Geronzi, patron di Generali, accolse la Libia nel patto di società di Banca di Roma (poi Capitalia), così come in banca Ubae;
- il 14,8% di Retelit, società di telecomunicazioni, era dalle finanziarie libiche.

Il trattato di Bengasi del 2008 aprì le porte a commesse da distribuire tra gli investitori italiani:
- 2,3 miliardi di euro per la costruzione dei 1.700 chilometri dell'autostrada costiera libica;
- furono affidati ad aziende italiane anche la costruzione di un centro congressi (Impregilo), commesse di elicotteri (Finmeccanica) e segnalamento ferroviario (Ansaldo).

Dal 2005 al 2009 l'Italia rilasciò licenze per l'esportazione di armi verso la Libia per un valore di 276,7 milioni di euro in progressione crescente, di cui tre quarti del valore nel solo biennio 2008-2009. L'Italia è stata così il primo paese UE per esportazioni di armi verso la Libia, coprendo un terzo del totale nel quinquennio. Il valore delle esportazioni era coperto principalmente da aerei militari, ma comprendeva anche missili ed attrezzature elettroniche. Un'ulteriore consegna di otto milioni di euro di armi leggere attraverso Malta è stata fatta risalire alla Fabbrica d'armi Pietro Beretta, anche se non erano chiare le autorizzazioni ricevute per la consegna.

## La guerra civile del 2011
L'Italia per voce del governo Berlusconi IV è stato uno dei primi stati a riconoscere l'esercito libero libico. Berlusconi ha dichiarato di non voler "disturbare" Gheddafi, dopo le prime repressioni delle proteste. In seguito ha definito "inaccettabili" gli attacchi militari sui dimostranti, dopo le prime centinaia di morti. Franco Frattini si è mostrato soprattutto preoccupato per le conseguenze sul fronte dell'immigrazione, e ha supportato l'idea di una riforma costituzionale della Libia ad opera dello stesso regime, arrivando ad affermare che l'Unione europea «non deve interferire» nei processi di transizione in corso nel mondo arabo cercando di «esportare» il proprio modello di democrazia. Frattini è stato messo all'angolo al Consiglio Europeo Affari Esteri del 21 febbraio, unico Stato membro dell'UE ad opporsi alla condanna della repressione del regime libico. Frattini si è infine allineato sul documento di condanna dell'UE. La diplomazia italiana è stata criticata per una "schizofrenia" tra discorso ufficiale, conciliatorio con i regimi arabi, e i successivi allineamenti alle posizioni comuni UE. A partire dal 26 febbraio 2011, in seguito alle continue violenze governative contro i dimostranti, vari esponenti governativi tra cui Ignazio La Russa e Franco Frattini hanno annunciato la sospensione de facto del trattato di Bengasi. Alcuni commentatori di diritto internazionale osservarono come una denuncia (o anche sospensione) unilaterale del trattato da parte dell'Italia non sarebbe stata conforme al diritto dei trattati.
L'Italia ha in seguito partecipato all'operazione militare Odyssey Dawn, mettendo sette basi militari e otto aerei a disposizione delle forze ONU (attivatesi per effetto della risoluzione 1973 del Consiglio di sicurezza). L'ambasciata italiana a Tripoli è stata chiusa, e la protezione degli interessi italiani in Libia è stata affidata all'ambasciata della Turchia. Nonostante i furti ed i saccheggi subite nei mesi seguenti, il 1º settembre successivo l'ambasciata italiana di Tripoli ha riaperto.
Con lo scoppio della seconda guerra civile libica l'ambasciata fu chiusa una seconda volta il 14 febbraio 2015. Il 10 gennaio 2017 la sede diplomatica fu riaperta alla presenza del ministro degli Esteri Marco Minniti.

## Missione bilaterale di assistenza e supporto in Libia
Dal 2018 è attiva la Missione bilaterale di assistenza e supporto in Libia (abbreviata MIASIT), di supporto al governo della Libia nella formazione delle forze armate e nel mantenimento della stabilità della regione, a sua volta riconfigurazione della precedente Operazione Ippocrate. Il comando della missione è collocato a Tripoli, con un distaccamento a Misurata.